# Bonnie Raitt

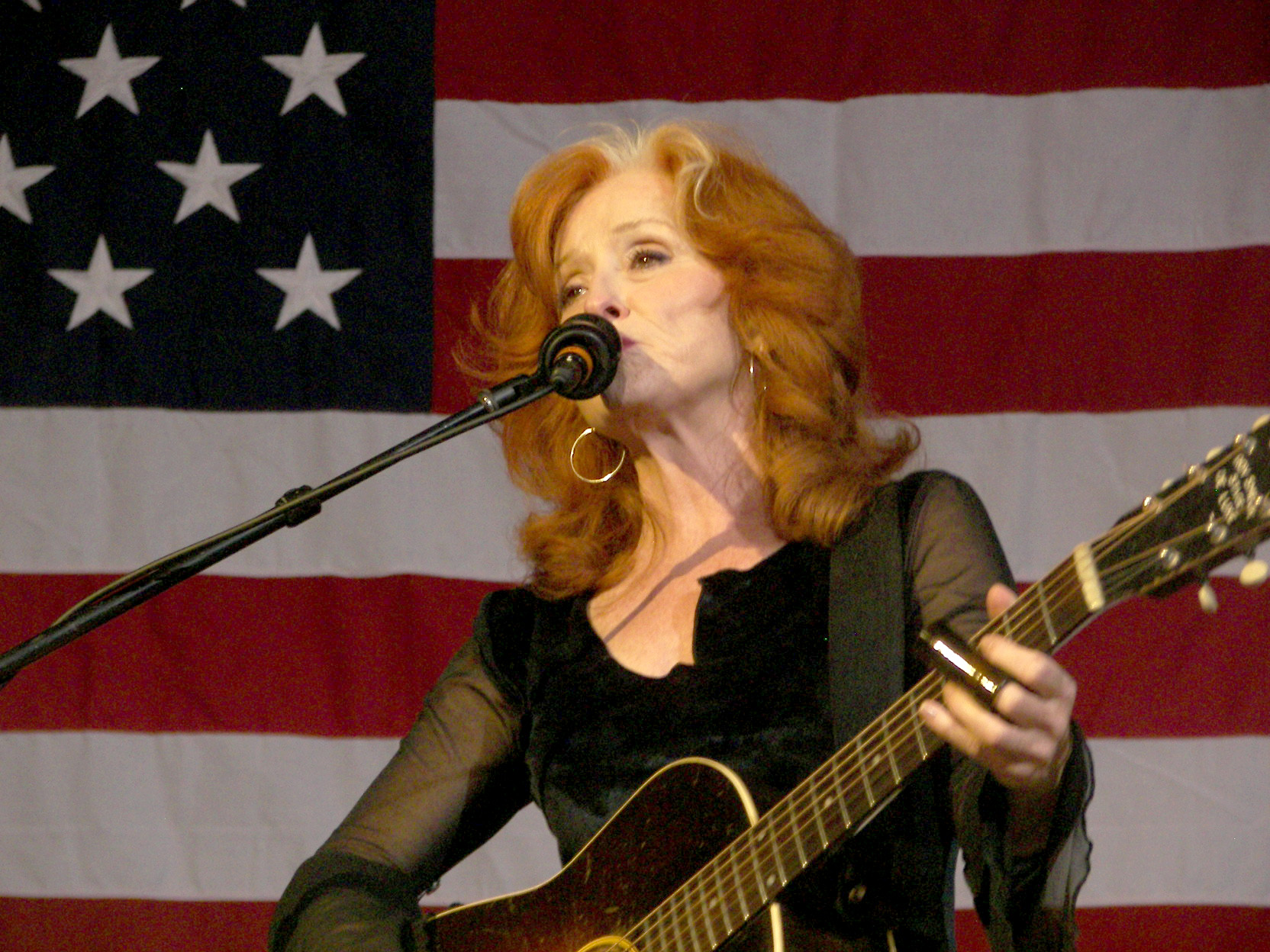
Bonnie Raitt (2007)

Bonnie Raitt (* 8. November 1949 in Burbank, Kalifornien) ist eine US-amerikanische Blues- und Country-Sängerin und Gitarristin.

## Leben
Die Tochter des Broadway-Stars John Raitt arbeitete in den 1970ern mit Warren Zevon, Steve Ripley und Little Feat zusammen. Auch nach Jahren in der Musikszene war ihr der kommerzielle Erfolg versagt geblieben. Durch Alkohol und andere Drogen beeinträchtigt, verlor sie 1983 ihren Plattenvertrag.
1987 gelang ihr ein Comeback, als sie zusammen mit K.d. lang und Jennifer Warnes den Backgroundchor bei Roy Orbisons Fernsehshow bildete, die große Beachtung fand und gute Kritiken erhielt. Zudem arbeitete Raitt mit Prince zusammen, der 1987 vier Songs für sie komponierte, diese aber nicht veröffentlichte. Das zehnte, 1989 veröffentlichte Album Nick of Time eroberte Platz 1 der US-Charts, verhalf ihr zu drei Grammys und verkaufte sich allein in den USA fünf Millionen Mal. Im gleichen Jahr spielte sie auf Einladung von John Lee Hooker auf dessen Comeback-Album The Healer. Für ihr Duett I’m in the Mood erhielten sie einen Grammy. Raitts Nachfolgealbum Luck of the Draw war mit acht Millionen verkaufter CDs in den USA noch erfolgreicher. Auf ihrem Live-Album Road Tested sind unter anderem Duette mit Bryan Adams und Jackson Browne zu hören. 2004 wurde sie von Ray Charles eingeladen, mit ihm auf dessen Album Genius Loves Company Do I Ever Cross Your Mind? zu singen.

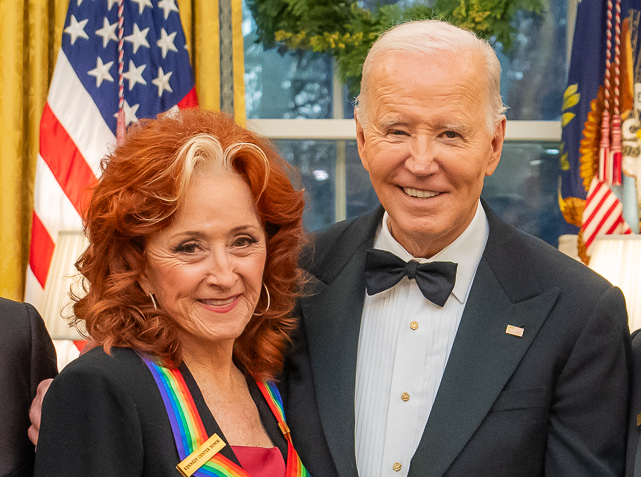
Bonnie Raitt (2024)

Bonnie Raitt wurde im Jahr 2000 in die Rock and Roll Hall of Fame aufgenommen. 2010 wurde ihr Lebenswerk durch die Aufnahme in die Blues Hall of Fame der Blues Foundation gewürdigt. Der Rolling Stone listete sie auf Rang 50 der 100 größten Sänger aller Zeiten sowie auf Rang 89 der 100 größten Gitarristen aller Zeiten.
Raitts Hauptgitarre auf Tour ist eine unlackierte Fender Stratocaster, die sie 1969 kaufte und der sie entsprechend ihrer Farbe den Spitznamen „Brownie“ gab. Sie wurde 1996 zur Grundlage für ein Signature-Modell. Raitt war die erste Musikerin, die von Fender eine Signaturlinie erhielt.

## Diskografie

### Studioalben
| Jahr | Titel                   | Höchstplatzierung, Gesamtwochen, AuszeichnungChartplatzierungen (Jahr, Titel, Platzierungen, Wochen, Auszeichnungen, Anmerkungen) | Höchstplatzierung, Gesamtwochen, AuszeichnungChartplatzierungen (Jahr, Titel, Platzierungen, Wochen, Auszeichnungen, Anmerkungen) | Höchstplatzierung, Gesamtwochen, AuszeichnungChartplatzierungen (Jahr, Titel, Platzierungen, Wochen, Auszeichnungen, Anmerkungen) | Höchstplatzierung, Gesamtwochen, AuszeichnungChartplatzierungen (Jahr, Titel, Platzierungen, Wochen, Auszeichnungen, Anmerkungen) | Anmerkungen                              |
| Jahr | Titel                   | DE | CH | UK | US | Anmerkungen                              |
| ---- | ----------------------- | --- | --- | --- | --- | ---------------------------------------- |
| 1971 | Bonnie Raitt            | — | — | — | — | Erstveröffentlichung: November 1971      |
| 1972 | Give It Up              | — | — | — | US138 Gold · (15 Wo.)US | Erstveröffentlichung: September 1972     |
| 1973 | Takin’ My Time          | — | — | — | US87 (20 Wo.)US | Erstveröffentlichung: Oktober 1973       |
| 1974 | Streetlights            | — | — | — | US80 (8 Wo.)US | Erstveröffentlichung: September 1974     |
| 1975 | Home Plate              | — | — | — | US43 (12 Wo.)US | Erstveröffentlichung: 1975               |
| 1977 | Sweet Forgiveness       | — | — | — | US25 Gold · (22 Wo.)US | Erstveröffentlichung: April 1977         |
| 1979 | The Glow                | — | — | — | US30 (21 Wo.)US | Erstveröffentlichung: September 1979     |
| 1982 | Green Light             | — | — | — | US38 (18 Wo.)US | Erstveröffentlichung: 1982               |
| 1986 | Nine Lives              | — | — | — | US115 (11 Wo.)US | Erstveröffentlichung: 1986               |
| 1989 | Nick of Time            | DE68 (9 Wo.)DE | — | UK51 (5 Wo.)UK | US1 ×5Fünffachplatin · (185 Wo.)US                                                                                                | Erstveröffentlichung: 21. März 1989      |
| 1991 | Luck of the Draw        | DE55 (8 Wo.)DE | CH16 (13 Wo.)CH | UK38 (3 Wo.)UK | US2 ×7Siebenfachplatin · (120 Wo.)US                                                                                              | Erstveröffentlichung: 25. Juni 1991      |
| 1994 | Longing in Their Hearts | DE70 (10 Wo.)DE | CH40 (3 Wo.)CH | UK26 (5 Wo.)UK | US1 ×2Doppelplatin · (47 Wo.)US                                                                                                   | Erstveröffentlichung: 14. März 1994      |
| 1998 | Fundamental             | — | CH43 (1 Wo.)CH | UK52 (1 Wo.)UK | US17 Gold · (20 Wo.)US | Erstveröffentlichung: 30. März 1998      |
| 2002 | Silver Lining           | — | — | — | US13 Gold · (23 Wo.)US | Erstveröffentlichung: 29. März 2002      |
| 2005 | Souls Alike             | — | — | — | US19 (14 Wo.)US | Erstveröffentlichung: 13. September 2005 |
| 2012 | Slipstream              | — | — | UK64 (2 Wo.)UK | US6 (25 Wo.)US | Erstveröffentlichung: 10. April 2012     |
| 2016 | Dig In Deep             | DE76 (1 Wo.)DE | CH80 (1 Wo.)CH | UK35 (1 Wo.)UK | US11 (8 Wo.)US | Erstveröffentlichung: 26. Februar 2016   |
| 2022 | Just Like That…         | DE54 (1 Wo.)DE | CH28 (2 Wo.)CH | — | US44 (1 Wo.)US | Erstveröffentlichung: 22. April 2022     |

grau schraffiert: keine Chartdaten aus diesem Jahr verfügbar

### Livealben
| Jahr | Titel       | Höchstplatzierung, Gesamtwochen, AuszeichnungChartplatzierungen (Jahr, Titel, Platzierungen, Wochen, Auszeichnungen, Anmerkungen) | Höchstplatzierung, Gesamtwochen, AuszeichnungChartplatzierungen (Jahr, Titel, Platzierungen, Wochen, Auszeichnungen, Anmerkungen) | Höchstplatzierung, Gesamtwochen, AuszeichnungChartplatzierungen (Jahr, Titel, Platzierungen, Wochen, Auszeichnungen, Anmerkungen) | Anmerkungen                            |
| Jahr | Titel       | CH | UK | US | Anmerkungen                            |
| ---- | ----------- | --- | --- | --- | -------------------------------------- |
| 1995 | Road Tested | CH40 (1 Wo.)CH | UK69 (1 Wo.)UK | US44 Gold · (21 Wo.)US | Erstveröffentlichung: 7. November 1995 |

### Kompilationen
| Jahr | Titel                              | Höchstplatzierung, Gesamtwochen, AuszeichnungChartplatzierungen (Jahr, Titel, Platzierungen, Wochen, Auszeichnungen, Anmerkungen) | Höchstplatzierung, Gesamtwochen, AuszeichnungChartplatzierungen (Jahr, Titel, Platzierungen, Wochen, Auszeichnungen, Anmerkungen) | Anmerkungen                         |
| Jahr | Titel                              | UK | US | Anmerkungen                         |
| ---- | ---------------------------------- | --- | --- | ----------------------------------- |
| 1990 | The Bonnie Raitt Collection        | — | US61 Gold · (15 Wo.)US | Erstveröffentlichung: 28. Juni 1990 |
| 2003 | The Best of Bonnie Raitt 1989–2003 | UK37 Silber · (2 Wo.)UK | US47 (5 Wo.)US | Erstveröffentlichung: 2003          |

### Singles
| Jahr | Titel Album                                     | Höchstplatzierung, Gesamtwochen, AuszeichnungChartplatzierungen (Jahr, Titel, Album, Platzierungen, Wochen, Auszeichnungen, Anmerkungen) | Höchstplatzierung, Gesamtwochen, AuszeichnungChartplatzierungen (Jahr, Titel, Album, Platzierungen, Wochen, Auszeichnungen, Anmerkungen) | Höchstplatzierung, Gesamtwochen, AuszeichnungChartplatzierungen (Jahr, Titel, Album, Platzierungen, Wochen, Auszeichnungen, Anmerkungen) | Anmerkungen                                         |
| Jahr | Titel Album                                     | DE | UK | US | Anmerkungen                                         |
| ---- | ----------------------------------------------- | --- | --- | --- | --------------------------------------------------- |
| 1977 | Runaway Sweet Forgiveness                       | — | — | US57 (12 Wo.)US | Erstveröffentlichung: Mai 1977                      |
| 1979 | You’re Gonna Get What’s Coming The Glow         | — | — | US73 (6 Wo.)US | Erstveröffentlichung: November 1979                 |
| 1990 | Have a Heart Nick of Time                       | — | — | US49 (9 Wo.)US | Erstveröffentlichung: März 1990                     |
| 1990 | Nick of Time                                    | DE73 (9 Wo.)DE | UK82 (3 Wo.)UK | US92 (3 Wo.)US | Erstveröffentlichung: Mai 1990                      |
| 1991 | Something to Talk About Luck of The Draw        | DE57 (7 Wo.)DE | — | US5 (20 Wo.)US | Erstveröffentlichung: 20. Mai 1991                  |
| 1991 | I Can’t Make You Love Me Luck of The Draw       | — | UK50 (4 Wo.)UK | US18 (20 Wo.)US | Erstveröffentlichung: 22. Oktober 1991              |
| 1992 | Not the Only One Luck of The Draw               | — | — | US34 (17 Wo.)US | Erstveröffentlichung: April 1992                    |
| 1994 | Love Sneakin’ Up On You Longing in Their Hearts | DE71 (10 Wo.)DE | UK69 (1 Wo.)UK | US19 (20 Wo.)US | Erstveröffentlichung: 1. März 1994                  |
| 1994 | You Longing in Their Hearts                     | — | UK31 (2 Wo.)UK | US92 (7 Wo.)US | Erstveröffentlichung: Juni 1994                     |
| 1995 | You Got It Boys on the Side (O.S.T)             | DE80 (8 Wo.)DE | — | US33 (16 Wo.)US | Erstveröffentlichung: Januar 1995                   |
| 1995 | Rock Steady Road Tested                         | — | UK50 (2 Wo.)UK | US73 (4 Wo.)US | Erstveröffentlichung: November 1995 mit Bryan Adams |

### Videoalben
- 2005: Bonnie Raitt – Live At Montreux 1977/1991
- 2006: Bonnie Raitt and Friends (US: Gold)

## Auszeichnungen für Musikverkäufe
| Goldene Schallplatte - Kanada - 1995: für das Album Road Tested - 1998: für das Album Fundamental Platin-Schallplatte - Kanada - 1994: für das Album Longing in Their Hearts | 3× Platin-Schallplatte - Kanada - 1993: für das Album Nick of Time 4× Platin-Schallplatte - Kanada - 1998: für das Album Luck of the Draw |

Anmerkung: Auszeichnungen in Ländern aus den Charttabellen bzw. Chartboxen sind in ebendiesen zu finden.
| Land/RegionAuszeichnungen für Musikverkäufe (Land/Region, Auszeichnungen, Verkäufe, Quellen) | Silber  | Gold     | Platin       | Verkäufe   | Quellen         |
| -------------------------------------------------------------------------------------------- | ------- | -------- | ------------ | ---------- | --------------- |
| Kanada (MC)                                                                                  | —       | 2× Gold2 | 8× Platin8   | 900.000    | musiccanada.com |
| Vereinigte Staaten (RIAA)                                                                    | —       | 7× Gold7 | 14× Platin14 | 17.050.000 | riaa.com        |
| Vereinigtes Königreich (BPI)                                                                 | Silber1 | —        | —            | 60.000     | bpi.co.uk       |
| Insgesamt                                                                                    | Silber1 | 9× Gold9 | 22× Platin22 |            |                 |